# کی-سوئیس
کی-سوئیس (انگلیسی: K-Swiss) شرکت تجهیزات ورزشی آمریکایی است، که در سال ۱۹۶۶ توسط ارنی برونر تأسیس شد و هم‌اکنون زیرمجموعه‌ای از شرکت اکس‌تپ می‌باشد.